# Tetanocera andromastos
Tetanocera andromastos är en tvåvingeart som beskrevs av Steyskal 1963. Tetanocera andromastos ingår i släktet Tetanocera och familjen kärrflugor.
Artens utbredningsområde är Manitoba. Inga underarter finns listade i Catalogue of Life.